# Liste der Rektoren der Friedrich-Wilhelms-Universität Berlin
Die Liste der Rektoren der Friedrich-Wilhelms-Universität Berlin führt alle Personen auf, die von der Gründung 1810 bis zur Schließung 1945 das Amt des Rektors bzw. Präsidenten der Friedrich-Wilhelms-Universität Berlin ausgeübt haben. Ihre Fortsetzung findet sich in der Liste der Rektoren der Humboldt-Universität zu Berlin. (Siehe auch: Liste der Rektoren und Präsidenten der Freien Universität Berlin.)

## 19. Jahrhundert
| Name                                            | von  | bis  |
| ----------------------------------------------- | ---- | ---- |
| Theodor von Schmalz (1760–1831)                 | 1810 | 1811 |
| Johann Gottlieb Fichte (1762–1814)              | 1811 | 1812 |
| Friedrich Carl von Savigny (1779–1861)          | 1812 | 1813 |
| Karl Asmund Rudolphi (1771–1832)                | 1813 | 1814 |
| Karl Wilhelm Ferdinand Solger (1780–1819)       | 1814 | 1815 |
| Friedrich Schleiermacher (1768–1834)            | 1815 | 1816 |
| Heinrich Friedrich Link (1767–1851)             | 1816 | 1817 |
| Philipp Konrad Marheineke (1780–1846)           | 1817 | 1818 |
| Christian Samuel Weiß (1780–1856)               | 1818 | 1819 |
| Johann Friedrich Ludwig Göschen (1778–1837)     | 1819 | 1820 |
| Martin Lichtenstein (1780–1857)                 | 1820 | 1821 |
| Friedrich Wilken (1777–1840)                    | 1821 | 1822 |
| Friedrich von Raumer (1781–1873)                | 1822 | 1823 |
| Johann Gottfried Hoffmann (1765–1847)           | 1823 | 1824 |
| Karl Asmund Rudolphi (1771–1832)                | 1824 | 1825 |
| August Boeckh (1785–1867)                       | 1825 | 1826 |
| Martin Lichtenstein (1780–1857)                 | 1826 | 1827 |
| Moritz August von Bethmann-Hollweg (1795–1877)  | 1827 | 1828 |
| Clemens August Karl Klenze (1795–1838)          | 1828 | 1829 |
| Georg Wilhelm Friedrich Hegel (1770–1831)       | 1829 | 1830 |
| August Boeckh (1785–1867)                       | 1830 | 1831 |
| Philipp Konrad Marheineke (1780–1846)           | 1831 | 1832 |
| Christian Samuel Weiß (1780–1856)               | 1832 | 1833 |
| Friedrich Strauß (1786–1863)                    | 1833 | 1834 |
| Henrich Steffens (1773–1845)                    | 1834 | 1835 |
| Dietrich Wilhelm Heinrich Busch (1788–1858)     | 1835 | 1836 |
| August Wilhelm Heffter (1796–1880)              | 1836 | 1837 |
| August Boeckh (1785–1867)                       | 1837 | 1838 |
| Johannes Peter Müller (1801–1858)               | 1838 | 1839 |
| August Twesten (1789–1876)                      | 1839 | 1840 |
| Martin Lichtenstein (1780–1857)                 | 1840 | 1841 |
| Karl Friedrich Wilhelm Dieterici (1790–1859)    | 1841 | 1842 |
| Friedrich von Raumer (1781–1873)                | 1842 | 1843 |
| Karl Lachmann (1793–1851)                       | 1843 | 1844 |
| Justus Hecker (1795–1850)                       | 1844 | 1845 |
| Friedrich Adolf Trendelenburg (1802–1872)       | 1845 | 1846 |
| August Boeckh (1785–1867)                       | 1846 | 1847 |
| Johannes Peter Müller (1801–1858)               | 1847 | 1848 |
| Karl Immanuel Nitzsch (1787–1868)               | 1848 | 1849 |
| Dietrich Wilhelm Heinrich Busch (1788–1858)     | 1849 | 1850 |
| August Twesten (1789–1876)                      | 1850 | 1851 |
| Karl Friedrich Wilhelm Dieterici (1790–1859)    | 1851 | 1852 |
| Friedrich Julius Stahl (1802–1861)              | 1852 | 1853 |
| Johann Franz Encke (1791–1865)                  | 1853 | 1854 |
| Eilhard Mitscherlich (1794–1863)                | 1854 | 1855 |
| Christian Gottfried Ehrenberg (1795–1876)       | 1855 | 1856 |
| Friedrich Adolf Trendelenburg (1802–1872)       | 1856 | 1857 |
| Adolf August Friedrich Rudorff (1803–1873)      | 1857 | 1858 |
| Heinrich Wilhelm Dove (1803–1879)               | 1858 | 1859 |
| August Boeckh (1785–1867)                       | 1859 | 1860 |
| August Twesten (1789–1876)                      | 1860 | 1861 |
| Heinrich Gustav Magnus (1802–1870)              | 1861 | 1862 |
| Georg Beseler (1809–1888)                       | 1862 | 1863 |
| Friedrich Adolf Trendelenburg (1802–1872)       | 1863 | 1864 |
| Heinrich Adolf von Bardeleben (1819–1895)       | 1863 | 1864 |
| Isaak August Dorner (1809–1884)                 | 1864 | 1865 |
| Alexander Carl Heinrich Braun (1805–1877)       | 1865 | 1866 |
| Bernhard von Langenbeck (1810–1887)             | 1866 | 1867 |
| Georg Beseler (1809–1888)                       | 1867 | 1868 |
| Ernst Eduard Kummer (1810–1893)                 | 1868 | 1869 |
| Emil Heinrich Du Bois-Reymond (1818–1896)       | 1869 | 1870 |
| Karl Georg Bruns (1816–1880)                    | 1870 | 1871 |
| Heinrich Wilhelm Dove (1803–1879)               | 1871 | 1872 |
| Rudolf von Gneist (1816–1895)                   | 1872 | 1873 |
| Karl Weierstraß (1815–1897)                     | 1873 | 1874 |
| Theodor Mommsen (1817–1903)                     | 1874 | 1875 |
| August Dillmann (1823–1894)                     | 1875 | 1876 |
| Heinrich Adolf von Bardeleben (1819–1895)       | 1876 | 1877 |
| Hermann von Helmholtz (1821–1894)               | 1877 | 1878 |
| Eduard Zeller (1814–1908)                       | 1878 | 1879 |
| Georg Beseler (1809–1888)                       | 1879 | 1880 |
| August Wilhelm von Hofmann (1818–1892)          | 1880 | 1881 |
| Ernst Curtius (1814–1896)                       | 1881 | 1882 |
| Emil Heinrich Du Bois-Reymond (1818–1896)       | 1882 | 1883 |
| Adolf Kirchhoff (1826–1908)                     | 1883 | 1884 |
| Heinrich Dernburg (1829–1907)                   | 1884 | 1885 |
| Paul Kleinert (1839–1920)                       | 1885 | 1886 |
| Johannes Vahlen (1830–1911)                     | 1886 | 1887 |
| Simon Schwendener (1829–1919)                   | 1887 | 1888 |
| Carl Jakob Adolf Christian Gerhardt (1833–1902) | 1888 | 1889 |
| Paul Hinschius (1835–1898)                      | 1889 | 1890 |
| Adolf Tobler (1835–1910)                        | 1890 | 1891 |
| Wilhelm Foerster (1832–1921)                    | 1891 | 1892 |
| Rudolf Virchow (1821–1902)                      | 1892 | 1893 |
| Karl Weinhold (1823–1901)                       | 1893 | 1894 |
| Otto Pfleiderer (1839–1908)                     | 1894 | 1895 |
| Adolph Wagner (1835–1917)                       | 1895 | 1896 |
| Heinrich Brunner (1840–1915)                    | 1896 | 1897 |
| Gustav von Schmoller (1838–1917)                | 1897 | 1898 |
| Heinrich Wilhelm Waldeyer (1836–1921)           | 1898 | 1899 |
| Lazarus Fuchs (1833–1902)                       | 1899 | 1900 |

## 20. Jahrhundert
| Name                                                  | von  | bis  |
| ----------------------------------------------------- | ---- | ---- |
| Adolf von Harnack (1851–1930)                         | 1900 | 1901 |
| Reinhard Kekulé von Stradonitz (1839–1911)            | 1901 | 1902 |
| Otto von Gierke (1841–1921)                           | 1902 | 1903 |
| Ferdinand von Richthofen (1833–1905)                  | 1903 | 1904 |
| Oscar Hertwig (1849–1922)                             | 1904 | 1905 |
| Hermann Diels (1848–1922)                             | 1905 | 1906 |
| Julius Kaftan (1848–1926)                             | 1906 | 1907 |
| Carl Stumpf (1848–1936)                               | 1907 | 1908 |
| Wilhelm Kahl (1849–1932)                              | 1908 | 1909 |
| Erich Schmidt (1853–1913)                             | 1909 | 1910 |
| Max Rubner (1854–1932)                                | 1910 | 1911 |
| Max Lenz (1850–1932)                                  | 1911 | 1912 |
| Wolf Wilhelm Friedrich Graf von Baudissin (1847–1926) | 1912 | 1913 |
| Max Planck (1858–1947)                                | 1913 | 1914 |
| Theodor Kipp (1862–1931)                              | 1914 | 1915 |
| Ulrich von Wilamowitz-Moellendorff (1848–1931)        | 1915 | 1916 |
| Ernst Bumm (1858–1925)                                | 1916 | 1917 |
| Albrecht Penck (1858–1945)                            | 1917 | 1918 |
| Reinhold Seeberg (1859–1935)                          | 1918 | 1919 |
| Eduard Meyer (1855–1930)                              | 1919 | 1920 |
| Emil Seckel (1864–1924)                               | 1920 | 1921 |
| Walther Nernst (1864–1941)                            | 1921 | 1922 |
| Arthur Heffter (1859–1925)                            | 1922 | 1923 |
| Gustav Roethe (1859–1926)                             | 1923 | 1924 |
| Karl Holl (1866–1926)                                 | 1924 | 1925 |
| Josef Felix Pompeckj (1867–1930)                      | 1925 | 1926 |
| Heinrich Triepel (1868–1946)                          | 1926 | 1927 |
| Eduard Norden (1868–1941)                             | 1927 | 1928 |
| Wilhelm His (1863–1934)                               | 1928 | 1929 |
| Erhard Schmidt (1876–1959)                            | 1929 | 1930 |
| Adolf Deißmann (1866–1937)                            | 1930 | 1931 |
| Heinrich Lüders (1869–1943)                           | 1931 | 1932 |
| Eduard Kohlrausch (1874–1948)                         | 1932 | 1933 |
| Eugen Fischer (1874–1967)                             | 1933 | 1934 |
| Wilhelm Krüger (1898–1977)                            | 1934 | 1937 |
| Willy Hoppe (1884–1960)                               | 1937 | 1942 |
| Lothar Kreuz (1888–1969)                              | 1942 | 1945 |